# Слива
Сли́ва (лат. Prúnus) — род растений семейства Розовые (Rosaceae). Включает около 400 видов, распространённых, главным образом, в северных умеренных областях земного шара. Многие представители рода — широко известные плодовые культуры. Слива — также плоды некоторых видов рода, например, сливы домашней и сливы китайской.
Многие виды, сейчас включаемые в род Слива, ранее выделялись в самостоятельные роды. Они имеют в русском языке собственные традиционные названия: вишня, персик, абрикос, миндаль, черешня, черёмуха и другие.

## Ботаническое описание
Листья простые, ланцетные, по краю зубчатые.
Цветки обычно белые или розовые, с пятью лепестками и пятью чашелистиками, одиночные или в зонтиках от двух до шести соцветий, или до 20 и более в кистях у черёмух.
Плод — костянка с относительно большой косточкой.

## Классификация
В некоторых более ранних классификациях было принято разделение рода на несколько подродов, а также включение самого рода в подсемейство Amygdaloideae — Миндальные (syn. Prunoideae — Сливовые).
По информации Germplasm Resources Information Network, в род Prunus включалось четыре подрода (ранее их нередко выделяли в самостоятельные роды):
- Миндаль (Prunus subgen. Amygdalus). Пазушные почки в тройках. Цветки в начале весны появляются на непокрытых листвой ветках. Представители — миндаль обыкновенный (Prunus dulcis), персик обыкновенный (Prunus persica).
- Вишня (Prunus subgen. Cerasus). Пазушная почка одна. Выделяют две секции:
  - Prunus subg. Cerasus sect. Cerasus. Представители — вишня обыкновенная (Prunus cerasus), черёмуха пенсильванская (Prunus pensylvanica).
  - Prunus subg. Cerasus sect. Laurocerasus. Представители — лавровишня лекарственная (Prunus laurocerasus), черёмуха обыкновенная (Prunus padus).
- Prunus subg. Emplectocladus. Единственный представитель подрода — североамериканский вид Prunus fasciculata.
- Слива (Prunus subgen. Prunus). Пазушная почка одна. Цветки в начале весны появляются на не покрытых листвой ветках. Выделяют пять секций:
  - Prunus subg. Prunus sect. Armeniaca. Представитель — абрикос обыкновенный (Prunus armeniaca).
  - Prunus subg. Prunus sect. Microcerasus. Представитель — вишня войлочная (Prunus tomentosa).
  - Prunus subg. Prunus sect. Penarmeniaca. Представитель — слива карликовая (Prunus pumila).
  - Prunus subg. Prunus sect. Prunocerasus. Представители — Prunus americana, Prunus nigra.
  - Prunus subg. Prunus sect. Prunus. Представители — слива домашняя (Prunus domestica), алыча (Prunus cerasifera).

В современной классификации на основе системы APG IV упомянутые промежуточные ранги подсемейства и подродов не используются.

### Таксономическое положение
- Prunus L., 1753, Sp. Pl. : 473

Род Слива включается в семейство Розовые (Rosaceae) порядка Розоцветные (Rosales), последовательно входящего в более крупные клады Фабиды → Розиды → Суперрозиды → Эвдикоты → Цветковые растения. Таксономическая схема в соответствии с Системой APG IV по состоянию на июнь 2024 года:
|  |                          |  |                                   |                                   |                   |  | еще 8 семейств |               |               |                                                              |
|  |                          |  |                                   |                                   |                   |  |                |               |               | 393 подтвержденных вида и 596 видов, ожидающих подтверждения |
|  |                          |  |                                   | порядок Розоцветные               |                   |  |                |               | род Слива     |                                                              |
|  |                          |  |                                   | порядок Розоцветные               |                   |  |                |               | род Слива     |                                                              |
|  | клада Цветковые растения |  |                                   |                                   | семейство Розовые |  |                |               |               |                                                              |
|  | клада Цветковые растения |  |                                   |                                   |                   |  |                |               |               |                                                              |
|  |                          |  | ещё 63 порядка цветковых растений | ещё 63 порядка цветковых растений |                   |  |                | еще 116 родов | еще 116 родов |                                                              |
|  |                          |  |                                   | ещё 63 порядка цветковых растений |                   |  |                |               | еще 116 родов |                                                              |

### Синонимы
- Aflatunia Vassilcz.
- Amygdalopersica Delpino ex L.L.Daniel
- Amygdalophora Neck.
- Amygdalopsis Carrière
- Amygdalopsis M.Roem.
- Amygdalus L.
- Armeniaca Scop.
- Armenoprunus Janch.
- Cerapadus Buia
- Ceraseidos Siebold & Zucc.
- Cerasolouiseania E.N.Lomakin & Juschev
- Cerasophora Neck.
- Cerasus Mill.
- Ceropadus Buia
- Chimanthus Raf.
- Digaster Miq.
- Dodecadia Lour.
- Druparia Clairv.
- Emplectocladus Torr.
- Germaria C.Presl
- Hagidryas Griseb.
- Jadelotia Buc'hoz
- Lauro-cerasus Duhamel
- Louiseania Carrière
- Maddenia Hook.f. & Thomson
- Mahaleb Takht.
- Microcerasus (Webb & Berthel.) M.Roem.
- Orospodias Raf.
- Padellus Vassilcz.
- Padus Mill.
- Polydontia Blume
- Polystorthia Blume
- Prunoaflatunia Tkatsch.
- Prunoamygdalus Kovalev
- Prunophora Neck.
- Prunopsis André
- Prunus-lauro-cerasus Marshall
- Pygeum Gaertn.
- Trichocarpus Neck.
- Tubopadus Pomel
- Turetta Vell.

### Виды
Некоторые из них:

Вишня кустарниковая (степная). Северный ареал. Высота растений не превышает толщину снежного покрова зимой

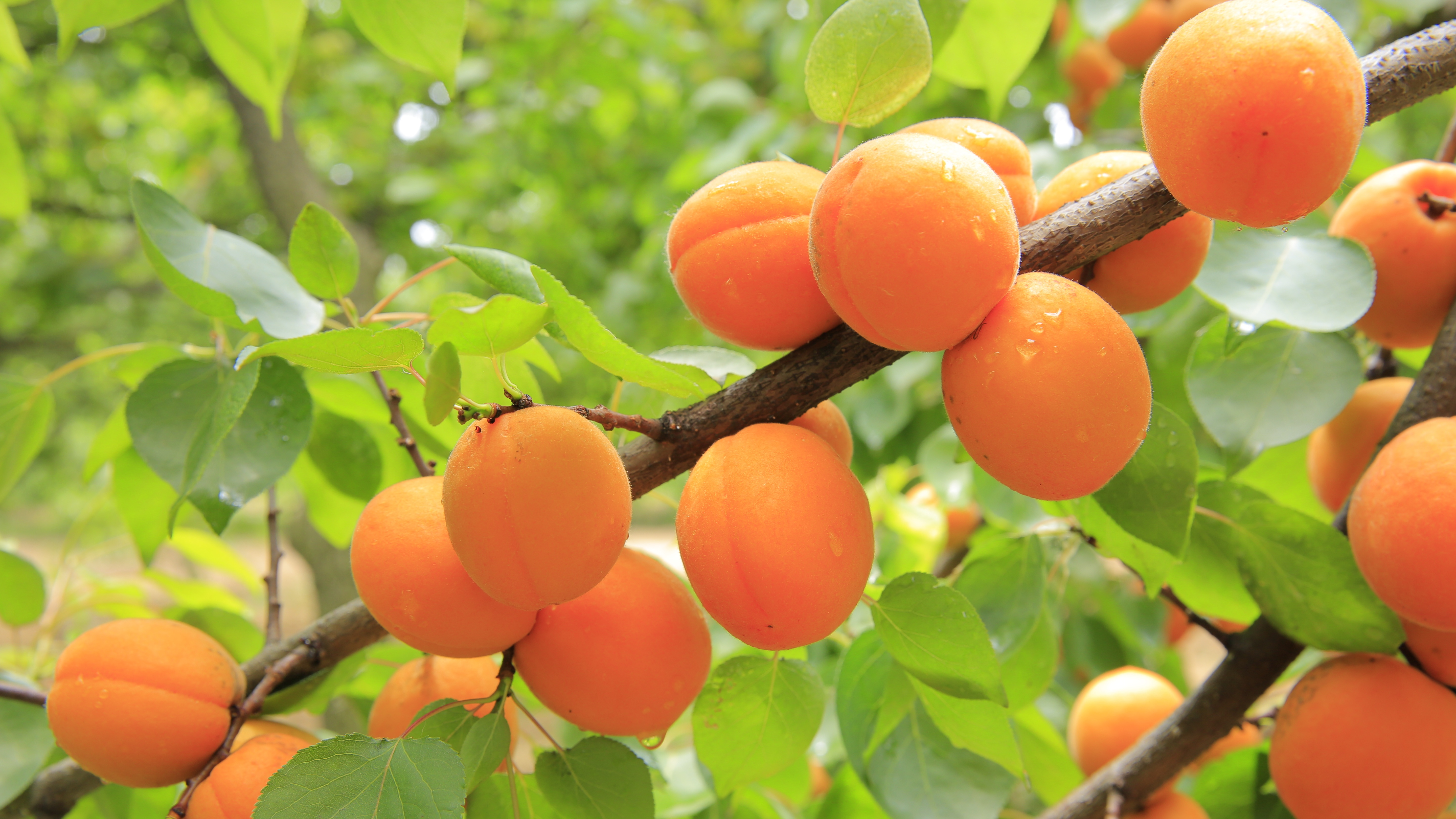
Плоды абрикоса обыкновенного

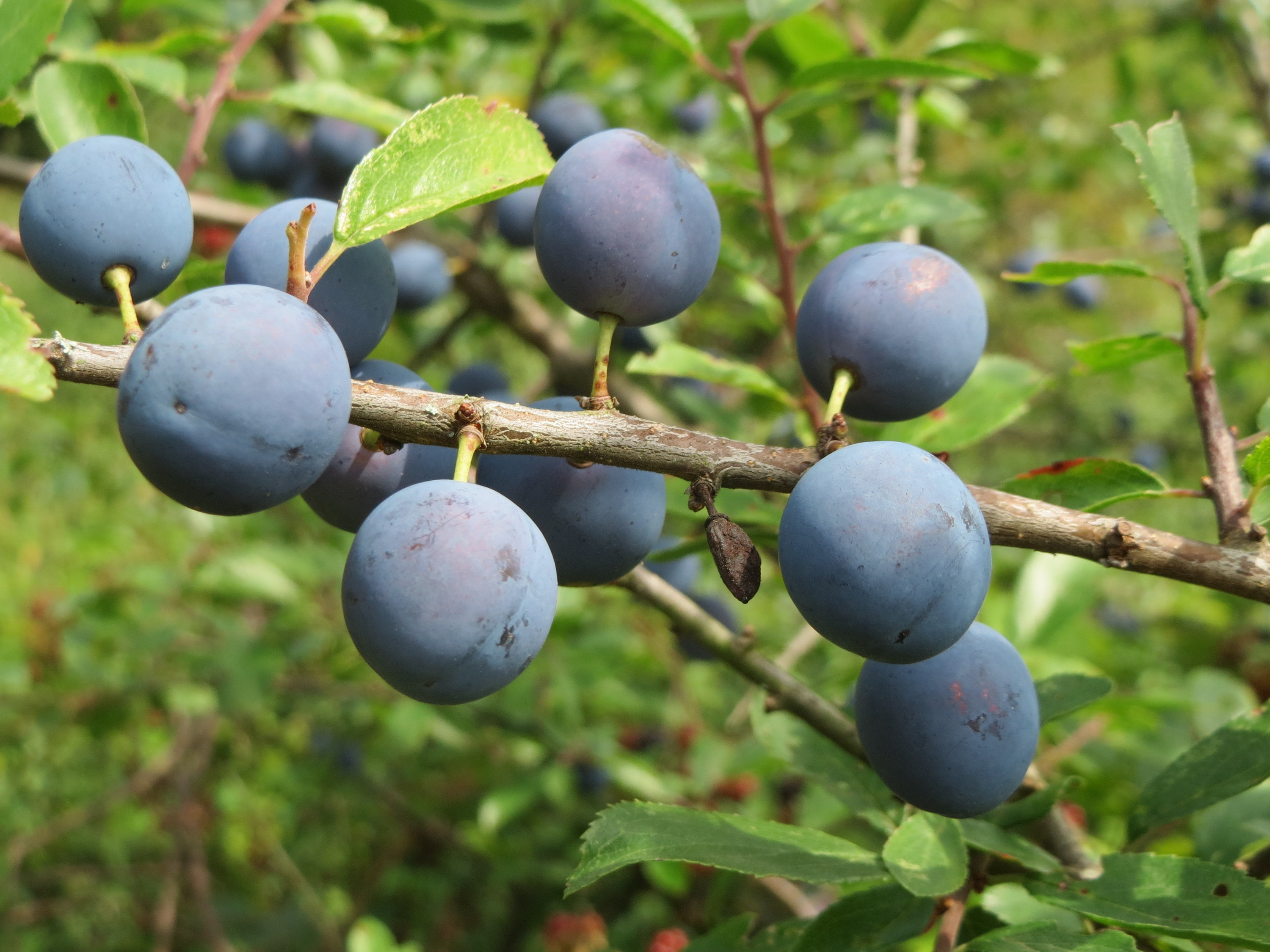
Плоды тёрна

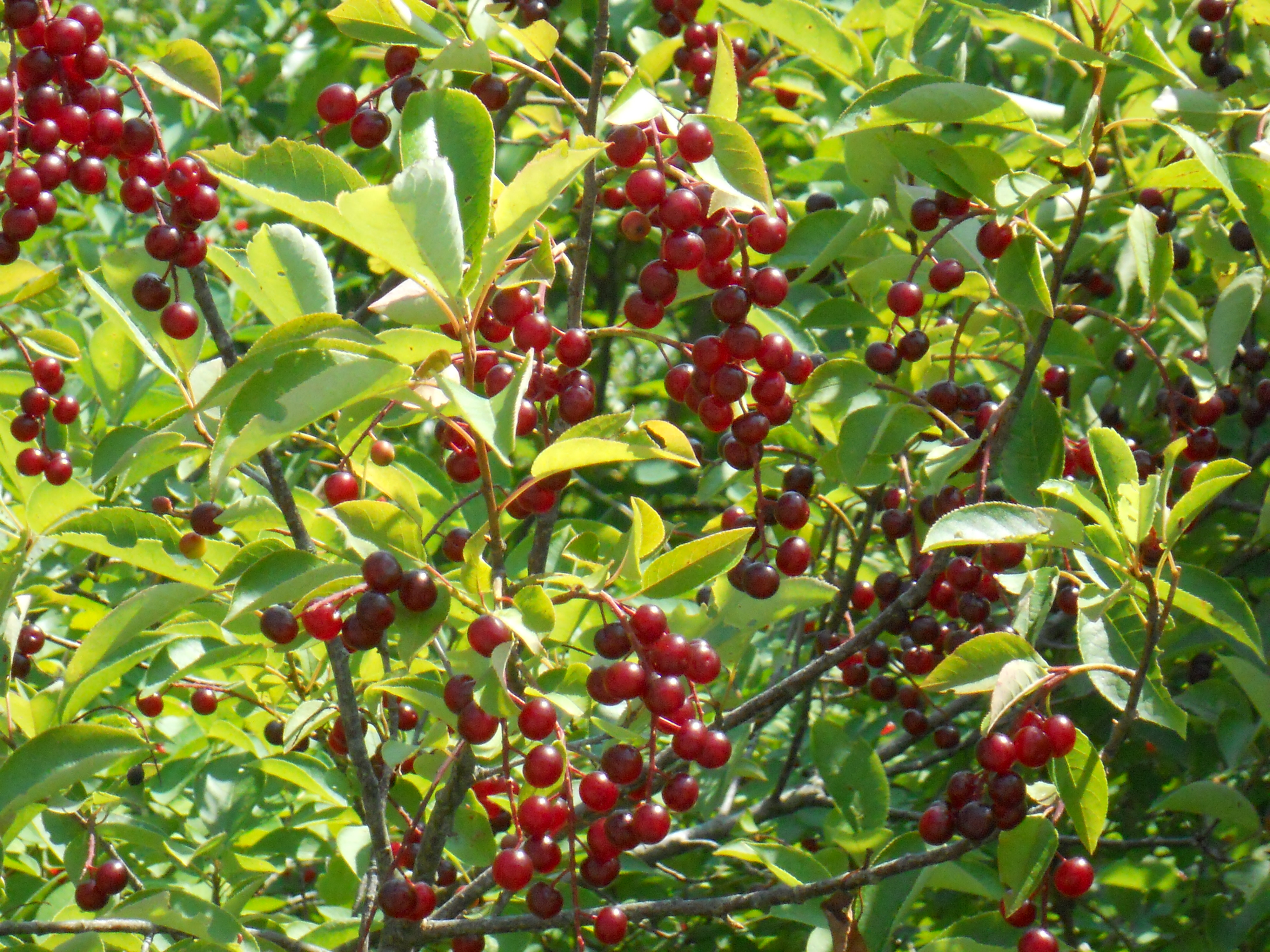
Плоды черёмухи виргинской

- Абрикос маньчжурский (Prunus mandschurica)
- Абрикос обыкновенный (Prunus armeniaca)
- Черешня (Prunus avium)
- Алыча (Prunus cerasifera)
- Вишня обыкновенная (Prunus cerasus)
- Слива домашняя (Prunus domesticatypus[3])
- Миндаль обыкновенный (Prunus dulcis)
- Слива кустарниковая (Prunus fruticosa)
- Вишня железистая (Prunus glandulosa)
- Лавровишня лекарственная (Prunus laurocerasus)
- Лавровишня португальская (Prunus lusitanica)
- Черёмуха Маака (Prunus maackii)
- Черёмуха антипка (Prunus mahaleb)
- Слива морская (Prunus maritima)
- Слива японская (Prunus mume)
- Слива канадская (Prunus nigra)
- Черёмуха обыкновенная (Prunus padus)
- Черёмуха пенсильванская (Prunus pensylvanica)
- Персик (Prunus persica)
- Слива китайская (Prunus salicina)
- Черёмуха поздняя (Prunus serotina)
- Сакура (Prunus serrulata)
- Тёрн (Prunus spinosa)
- Prunus tenella Batsch — Миндаль степной
- Prunus triloba Lindl. — Миндаль трёхлопастный
- Черёмуха виргинская (Prunus virginiana)

### Сорта
Мировой сортимент сортов «настоящей» сливы (в основном гибриды с участием видов слива домашняя и слива китайская) составляет более 6 000 наименований. В каталог Всероссийского научно-исследовательского института селекции плодовых культур по состоянию на 2024 год внесено 85 сортов сливы домашней